# Giovanni Vermexio
Giovanni Vermexio (... – Siracusa, 1648) è stato un architetto italiano.
Scarse le informazioni sulle sue origini: di lui si sa che era figlio di Andrea Vermexio, anch'egli architetto di origine spagnola. Le prime attestazioni risalgono al 1618, quando gli fu commissionata, dal vescovo Juan de Torres Osorio, la costruzione del palazzo arcivescovile. Nel 1621 fu nominato capomastro alle fabbriche della città di Siracusa.

## Opere principali a Siracusa e dintorni
- Il Palazzo del Vermexio, già sede del Senato cittadino e oggi sede del comune. Commissionato nel 1628, la sua costruzione iniziò nel 1629 quando Vermexio ne assunse la direzione dei lavori, appaltati al fratello Francesco. I lavori furono interrotti pochi anni dopo, a causa della crisi economica dell'amministrazione siracusana, e successivamente ripresi, anche se nel 1648, alla morte dell'architetto, non erano ancora stati completati. Il palazzo reca sulla facciata la cosiddetta "lucertola vermexiana", un simbolo apposto dall'architetto come firma.
- L'altare maggiore e la Cappella del Sacramento del Duomo di Siracusa, voluta dal vescovo Torres.
- La Chiesa di San Filippo Neri.
- La cappella della Chiesa di Santa Lucia al Sepolcro e l'attiguo Battistero (o Sepolcro).
- La fontana nel giardino della cosiddetta "Casa dello scirocco", a Carlentini.
- Il "Palazzo Villadorata" di Marzamemi.